# Исследовательский институт Беллерса
Исследовательский институт Беллерса (англ. Bellairs Research Institute) — крупнейший научно-исследовательский институт Барбадоса. Институт был основан в 1954 году как полевая исследовательская станция Макгиллского университета (Квебек, Канада). Финансирование на создание полноценного заведения было получено по завещанию члена Палаты Общин Великобритании Карлайона Беллерса, умершего на острове в 1955 году. В его честь новый институт и получил своё название.
В настоящее время находится под управлением Макгиллского университета.

## Расположение
Исследовательский институт Беллерса расположен в городе Холтаун рядом состояние с Морским парком и музеем Фолкстон на западной стороне острова.

## История
Макгиллский университет проводил исследования морской биологии прибрежных вод острова Барбадос. Для удобства проведения такой работы в 1954 году была основана полевая исследовательская станция. Карлайон Беллерс, умерший, в следующем году, завещал всё своё состояние этой станции для её превращения в, полноценный научно-исследовательский институт, и вскоре институт получил его имя.
Беллерс проводит многочисленные полевые курсы и семинары для Макгиллского университета в течение года, в том числе «Прикладная тропическая экология», «География» и семестр полевых исследований природы Барбадоса. Беллерс также проводит ежегодные полевые курсы других университетов со всего мира, включая Университет Торонто (морская биология) и Университет Западного Мичигана (археология).
Институт Беллерс участвовал в тестировании проекта «AQUA» Макгиллского университета — первого в мире робота, способного ходить и плавать под водой.